# Botho Strauss
 (novembre 2015).
Si vous disposez d'ouvrages ou d'articles de référence ou si vous connaissez des sites web de qualité traitant du thème abordé ici, merci de compléter l'article en donnant les références utiles à sa vérifiabilité et en les liant à la section « Notes et références ».
Botho Strauss, né le 2 décembre 1944 à Naumbourg, est un dramaturge, romancier, essayiste et écrivain allemand. Il est, avec Heiner Müller, l'auteur dramatique allemand contemporain le plus joué en Europe.

## Biographie

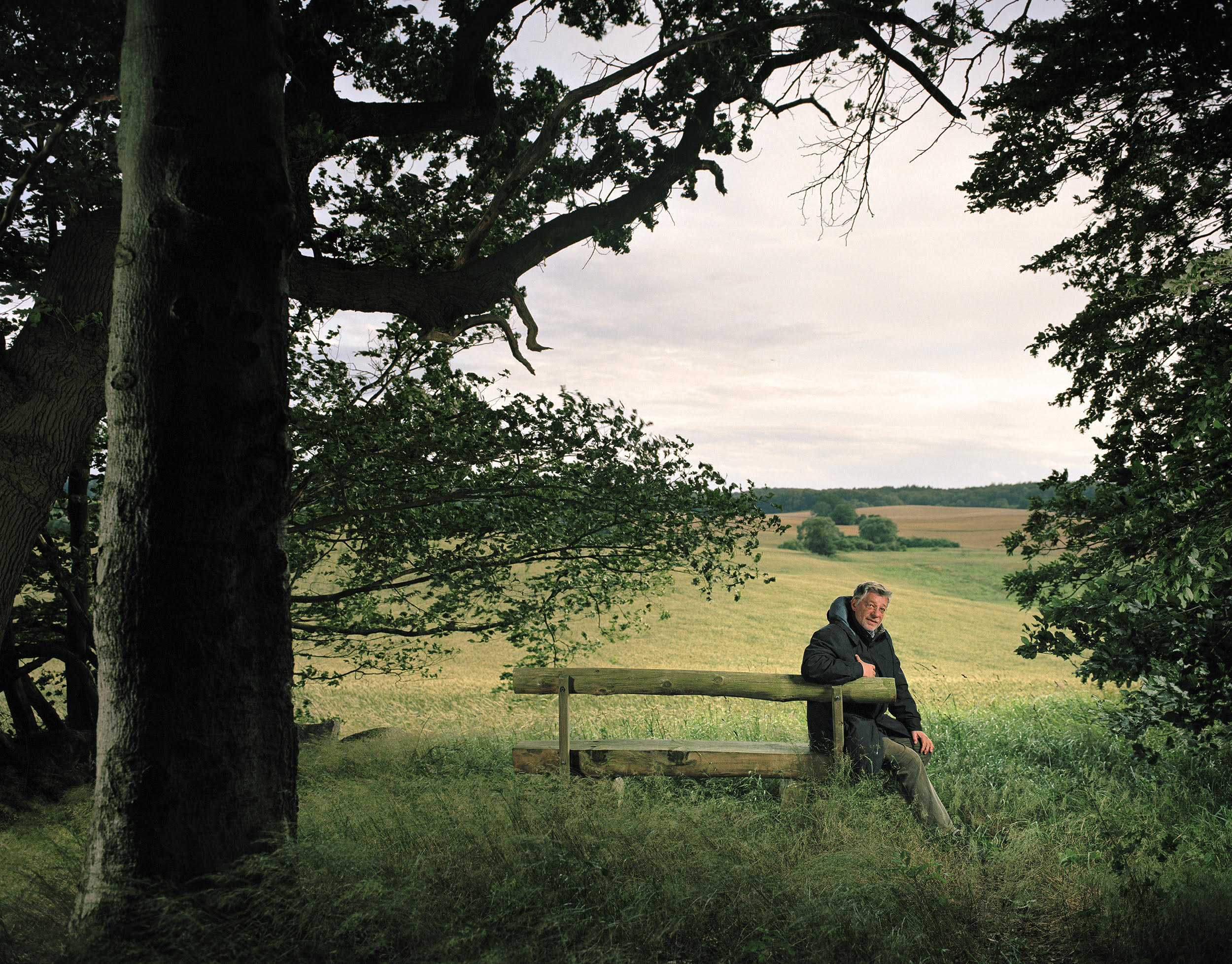
Botho Strauss photographié par Oliver Mark dans sa forêt d'Uckermark, 2007

Après des études de littérature, d'histoire du théâtre et de sociologie (sa famille s'est établie en RFA en 1950), Botho Strauss est critique à la revue Theater Heute, puis, à 26 ans, travaille à la Schaubühne de Berlin sous la direction de Peter Stein, en tant que dramaturge. Il traduit ou adapte Ibsen, Labiche, Gorki. Rapidement il se met à écrire ses propres pièces.
Après 1975, il s'impose au public par ses fresques sur la solitude, l'enfermement, les situations d'incommunicabilité. La distance entre ses pièces, romans, nouvelles est peu sensible, et ses romans ont souvent été adaptés au théâtre.
Il conçoit en 1977 La Trilogie du revoir spécialement pour la troupe de la Schaubühne. Le choix de Berlin comme décor de la plupart de ses textes fait aussi de cette ville une métaphore de la solitude humaine.
Botho Strauss exprime moins les mouvements sociaux que l'anonymat des personnes dans la société moderne. Les personnages sont souvent les victimes de leurs espoirs déçus. Le désespoir ne conduit qu'à une lucidité malheureuse.
En 1989, il reçoit le prix Georg-Büchner, la plus haute distinction littéraire en Allemagne, pour être « parvenu à transposer sur scène la vie désorientée de notre société ».

## Créations
Strauss est révélé en France par Claude Régy qui monte successivement La Trilogie du revoir (1980), Grand et Petit (1982), Le Parc (1986).
Luc Bondy crée Le Temps et la Chambre à la Schaubühne en 1989, pièce de théâtre montée à La Colline par Alain Françon en 2017, dans laquelle Botho Strauss « bouscule les codes habituels de la narration et du théâtre, et ainsi, déjoue l'espace et le temps. » Patrice Chéreau en propose une nouvelle mise en scène à l'Odéon en octobre 1991, dans une adaptation de Michel Vinaver.
Le Fou et sa femme ce soir dans Pancomedia est créée à Berlin en 2001 dans une mise en scène de Peter Stein. Au cours de la saison 2001-2002, cette pièce est à l'affiche de trois théâtres dans des mises en scène différentes : à Munich (Dieter Dorn (de)), à Bochum (Matthias Hartmann (de)), à Vienne (Dieter Giesing (de)).
Unerwartete Rückkehr (Retour inattendu) est créée par Luc Bondy en mars 2002 au Berliner Ensemble.

## Œuvre

### Théâtre
- Trilogie du revoir
- Grand et Petit
- Visiteurs (1988)
- Le Temps et la Chambre (1988)
- Les Sept Portes
- La Tanière
- Visages connus, sentiments mêlés
- Chœur final
- L'Équilibre
- Les Semblables
- Le Baiser de l'oubli
- Le Fou et sa femme ce soir dans Pancomedia
- Unerwartete Rückkehr (Retour inattendu)
- Le Parc (d'après Le Songe d'une nuit d'été de Shakespeare)
- Viol (d'après Titus Andronicus de Shakespeare)
- Ithaque

### Essais
- L'Incommencement - réflexions sur la tache et la ligne, Paris, Gallimard, 1996
- Le Soulèvement contre le monde secondaire, Paris, L'Arche, 1997
- Les Erreurs du copiste, Paris, Gallimard, 2001

### Récits, romans
- La Dédicace
- Couples, passants (de), Gallimard
- Personne d'autre
- Le Jeune Homme
- Raffut
- Congrès
- Fragment de l'indistinct
- Demeure, pénombre, mensonge
- Théorie de la menace
- La Sœur de Marlène